# Ден Елліс
Ден Елліс (англ. Dan Ellis; нар. 19 червня 1980, Саскатун) — канадський хокеїст, що грав на позиції воротаря.

## Ігрова кар'єра
Хокейну кар'єру розпочав 1999 року в ХЛСШ виступами за команду «Омаха Лансерс». Згодом три сезони захищав кольори студентського клубу Університету Небраска-Омаха.
2000 року був обраний на драфті НХЛ під 60-м загальним номером командою «Даллас Старс».
Сезон 2003–04 Ден провів одразу у трьох командах спочатку «Юта Гріззліс» (АХЛ), згодом «Айдахо Стілхедс» (ХЛСУ) зрештою одну гру провів у складі «Даллас Старс» 8 грудня 2004 у матчі проти «Лос-Анджелес Кінгс» здобувши свою першу перемогу 4-3. Наступні три сезони Елліс відіграв за клуби АХЛ «Гамільтон Буллдогс» та «Айова Старс».
2007, як вільний агент Ден переходить до «Нашвілл Предаторс», де склав конкуренцію Крісу Мейсону. Але наприкінці сезону через нестабільну гру обох голкіперів «хижаків» до основи викликали третього кіпера Пекка Рінне.
19 червня 2008 Елліс уклав дворічну угоду на суму $3.5 мільйона доларів. Але сезон 2008–09 став менш вдалим для воротаря здобувши лише 11 перемог в 35-ти матчах і поступившись стартовою позицією фіну Рінне. У наступному сезоні Ден з 31-го проведеного матчу здобув перемогу у п'ятнадцяти, пропускаючи в середньому 2.69 гола за гру.
1 липня 2010, як вільний агент уклав дворічний контракт з «Тампа-Бей Лайтнінг».
24 лютого 2011 Елліс перейшов до «Анагайм Дакс», де відіграв два роки.
У сезоні 2012–13 під час локауту НХЛ Ден виступав за «Шарлотт Чекерс». 8 січня 2013 він став резервним воротарем «Кароліна Гаррікейнс» у основного кіпера клубу Кема Ворда.
5 липня 2013 Ден повернувся до «Даллас Старс» уклавши дворічну угоду, щоб стати резервним воротарем Карі Легтонена.
5 березня 2014 Елліс був проданий до «Флорида Пантерс» в обмін на Тіма Томаса. У складі «пантер» Ден провів лише шість матчів і у вересні 2014 його віддали до фарм-клубу «Сан-Антоніо Ремпедж».
4 липня 2015 залишивши «Флорида Пантерс» вільним агентом уклав однорічний контракт з «Вашингтон Кепіталс» але відіграв сезон за фарм-клуб «Герші Берс» після чого завершив ігрову кар'єру.
Загалом провів 219 матчів у НХЛ, включаючи 7 ігор плей-оф Кубка Стенлі.

## Статистика
| Сезон        | Клуб                       | Ліга         | Регулярний сезон | Регулярний сезон | Регулярний сезон | Регулярний сезон | Регулярний сезон | Регулярний сезон | Регулярний сезон | Регулярний сезон | Регулярний сезон | Регулярний сезон | Плей-оф | Плей-оф | Плей-оф | Плей-оф | Плей-оф | Плей-оф | Плей-оф | Плей-оф |
| Сезон        | Клуб                       | Ліга         | І                | В                | П                | Н                | ПОТ              | Хв               | ПГ               | ІБГ              | ПГГ              | %ВК              | І       | В       | П       | Хв      | ПГ      | ІБГ     | ПГA     | %ВК     |
| ------------ | -------------------------- | ------------ | ---------------- | ---------------- | ---------------- | ---------------- | ---------------- | ---------------- | ---------------- | ---------------- | ---------------- | ---------------- | ------- | ------- | ------- | ------- | ------- | ------- | ------- | ------- |
| 1999–00      | «Омаха Лансерс»            | ХЛСШ         | 55               | 34               | 16               | 4                | —                | 3274             | 123              | 11               | 2.25             | .925             | 4       | 1       | 3       | 238     | 10      | 0       | 2.52    | —       |
| 2000–01      | Університет Небраска-Омаха | НКАА         | 40               | 21               | 14               | 3                | —                | 2285             | 95               | 0                | 2.49             | .911             | —       | —       | —       | —       | —       | —       | —       | —       |
| 2001–02      | Університет Небраска-Омаха | НКАА         | 40               | 20               | 15               | 4                | —                | 2405             | 97               | 0                | 2.42             | .919             | —       | —       | —       | —       | —       | —       | —       | —       |
| 2002–03      | Університет Небраска-Омаха | НКАА         | 39               | 11               | 21               | 5                | —                | 2211             | 117              | 0                | 3.18             | .900             | —       | —       | —       | —       | —       | —       | —       | —       |
| 2003–04      | «Юта Гріззліс»             | АХЛ          | 20               | 5                | 14               | 0                | —                | 1130             | 55               | 2                | 2.92             | .909             | —       | —       | —       | —       | —       | —       | —       | —       |
| 2003–04      | «Айдахо Стілхедс»          | ХЛСУ         | 23               | 13               | 8                | 1                | —                | 1334             | 57               | 2                | 2.56             | .909             | 16      | 13      | 3       | 966     | 30      | 3       | 1.86    | .938    |
| 2003–04      | «Даллас Старс»             | НХЛ          | 1                | 1                | 0                | 0                | —                | 60               | 3                | 0                | 3.00             | .893             | —       | —       | —       | —       | —       | —       | —       | —       |
| 2004–05      | «Гамільтон Буллдогс»       | АХЛ          | 31               | 10               | 19               | 0                | —                | 1773             | 82               | 1                | 2.77             | .908             | —       | —       | —       | —       | —       | —       | —       | —       |
| 2005–06      | «Айова Старс»              | АХЛ          | 34               | 16               | 13               | —                | 1                | 1857             | 86               | 2                | 2.78             | .911             | —       | —       | —       | —       | —       | —       | —       | —       |
| 2006–07      | «Айова Старс»              | АХЛ          | 55               | 30               | 21               | —                | 1                | 3194             | 148              | 4                | 2.78             | .894             | —       | —       | —       | —       | —       | —       | —       | —       |
| 2007–08      | «Нашвілл Предаторс»        | НХЛ          | 44               | 23               | 10               | —                | 3                | 2228             | 87               | 6                | 2.34             | .924             | 6       | 2       | 4       | 357     | 15      | 0       | 2.52    | .938    |
| 2008–09      | «Нашвілл Предаторс»        | НХЛ          | 35               | 11               | 19               | —                | 4                | 1965             | 96               | 3                | 2.93             | .900             | —       | —       | —       | —       | —       | —       | —       | —       |
| 2009–10      | «Нашвілл Предаторс»        | НХЛ          | 31               | 15               | 13               | —                | 1                | 1715             | 77               | 1                | 2.69             | .909             | —       | —       | —       | —       | —       | —       | —       | —       |
| 2010–11      | «Тампа-Бей Лайтнінг»       | НХЛ          | 31               | 13               | 7                | —                | 6                | 1679             | 82               | 2                | 2.93             | .899             | —       | —       | —       | —       | —       | —       | —       | —       |
| 2010–11      | «Анагайм Дакс»             | НХЛ          | 13               | 8                | 3                | —                | 1                | 729              | 29               | 0                | 2.39             | .917             | 1       | 0       | 1       | 41      | 4       | 0       | 5.85    | .833    |
| 2011–12      | «Анагайм Дакс»             | НХЛ          | 10               | 1                | 5                | —                | 0                | 419              | 19               | 0                | 2.72             | .911             | —       | —       | —       | —       | —       | —       | —       | —       |
| 2012–13      | «Шарлотт Чекерс»           | АХЛ          | 18               | 8                | 7                | —                | 2                | 1026             | 42               | 2                | 2.46             | .922             | —       | —       | —       | —       | —       | —       | —       | —       |
| 2012–13      | «Кароліна Гаррікейнс»      | НХЛ          | 19               | 6                | 8                | —                | 2                | 997              | 52               | 1                | 3.13             | .906             | —       | —       | —       | —       | —       | —       | —       | —       |
| 2013–14      | «Даллас Старс»             | НХЛ          | 14               | 5                | 6                | —                | 1                | 690              | 35               | 1                | 3.04             | .900             | —       | —       | —       | —       | —       | —       | —       | —       |
| 2013–14      | «Флорида Пантерс»          | НХЛ          | 6                | 0                | 5                | —                | 0                | 337              | 27               | 0                | 4.81             | .836             | —       | —       | —       | —       | —       | —       | —       | —       |
| 2014–15      | «Сан-Антоніо Ремпедж»      | АХЛ          | 37               | 22               | 12               | —                | 3                | 2191             | 99               | 2                | 2.71             | .904             | 2       | 0       | 2       | 123     | 5       | 0       | 2.44    | .932    |
| 2014–15      | «Флорида Пантерс»          | НХЛ          | 8                | 4                | 3                | —                | 1                | 486              | 19               | 1                | 2.35             | .914             | —       | —       | —       | —       | —       | —       | —       | —       |
| 2015–16      | «Герші Берс»               | АХЛ          | 43               | 25               | 12               | —                | 5                | 2440             | 97               | 4                | 2.38             | .908             | 2       | 0       | 1       | 100     | 8       | 0       | 4.80    | .843    |
| Усього в НХЛ | Усього в НХЛ               | Усього в НХЛ | 212              | 87               | 79               | 0                | 18               | 11,306           | 526              | 15               | 2.79             | .906             | 7       | 2       | 5       | 398     | 19      | 0       | 2.86    | .928    |